# "Canciones de Querer"
Las canciones "I Want" (también llamadas canciones "I Wish" o "Canción de Querer" en español) es un tipo popular de canciones que aparece en el teatro musical y se ha convertido en un término particularmente popular gracias a su uso para describir una serie de canciones que aparecen en el renacimiento de Disney. Películas en las que el personaje principal cantaba sobre lo insatisfechos que están con su vida actual y lo que están buscando. Se cree que el término "I Want Song" en inglés fue acuñado por Lehman Engel.

## Objetivo
El compositor Stephen Schwartz explica el concepto con respecto a la película de Disney de 1995, Pocahontas :

It's not really that there is a "formula" for these things, but I have learned over the years that pretty much any successful musical you can name has an "I Want" song for its main character within the first fifteen or so minutes of the show. I can think of exceptions, but frankly, I feel that the lack of such a moment is a weakness in most of those cases. "Just Around the Riverbend" may not be a classic "I want" song, because the character doesn't really want anything that strongly until she meets John Smith, but it sets up her sense that she has another destiny to pursue than the one laid out for her by her father and society and her desire to go after it. The third number, "Mine Mine Mine", was basically supposed to introduce the antagonist, Ratcliffe, and what he wanted, so that the central dramatic conflict could be established.

"Realmente no hay una "fórmula" para estas cosas, pero he aprendido con el tiempo que en prácticamente cualquier musical conocido hay una "canción de querer" (I Want Song) para el personaje principal en los primeros 15 minutos del show. Se me ocurren en algunas excepciones, pero honestamente, siento que la falta de ese momento es un punto débil en esos casos. "Just Around the Riverbend" ("¿Qué será?, Quiero saber" en Latinoamérica y "Río Abajo" en España) no será la clásica canción de querer, más que nada porque el personaje no quiere algo tan fuertemente hasta que conoce a John Smith, pero establece el hecho de que ella tiene otro destino para seguir más que el que le dio su padre y la sociedad y su deseo de ir tras él. La tercera canción, "Mine Mine Mine" ("Más, más, más" en el mundo hispanohablante), introduce al antagonista, Ratcliffe, y lo que quiere, para que el conflicto principal se establezca."

## Dentro de un musical
John Kenrick, profesor universitario de historia musical y autor de la enciclopedia Musicals 101, explica:
La canción de querer principal viene al inicio del primer acto, con uno o más de los personajes principales cantando sobre el deseo motivador clave que impulsará a todos (incluido el público) durante el resto del espectáculo. A menudo va seguido de una repetición o "reprise". Los ejemplos clásicos incluyen " Part of Your World" ' La Sirenita, "Would't It Be Loverly" de My Fair Lady ' "Mira" ' Carnival, " I Have Confidence " ' The Sound of Music y Wicked ' s "El mago y yo", " Tú y yo (pero principalmente yo) ' del Libro de Mormón, "My Shot" y "Wait for It" ' Hamilton, "King of Broadway" ' The Producers y Dear "Saludando a través de una ventana" ' Evan Hansen. El musical de Broadway de 1986 de Stephen Sondheim y James Lapine, Into the Woods, comienza y termina con un personaje que dice "Ojalá". Para ejemplos anteriores, consulte "Over the Rainbow" de El mago de Oz (1939) o "It Might as Well Be Spring" de State Fair (1945).
Bob Fosse dijo que, desde el punto de vista del director, sólo había tres tipos de canciones de espectáculos: canciones "I Am", una canción que explica un personaje/situación, canciones "I Want", deseo y motivaciones, y "Nuevas canciones", canciones que no encajan en las otras categorías.

## Más allá de un musical
Schwartz también señala que las canciones de querer suelen ser aquellas que tienen una vida más allá de la producción en la que aparecieron:

I don't think it's surprising that "I Want" songs tend to be among the most recorded – they are often somewhat more liftable than other songs in the show (that is, they make sense outside the framework of the show) and they give the singer something to act. In classic terms, the job of an "I Want" song is not to move the action forward, but to set up the desire of the leading character that will drive the action for the rest of the show.

"No creo que sea una sorpresa que las canciones de querer suelan ser las que más se graban o suelen ser las que más oportunidad le dan al intérprete de actuarlas y vivirlas. En términos más simples, las canciones de querer no son para avanzar la trama, si no que son para establecer el deseo del personaje principal que guiará la trama por el resto del show."

## Composición histórica
Schwartz también ha escrito canciones de querer para musicales de acción en vivo, incluidas "Corner of the Sky" para Pippin y " The Wizard and I" para Wicked.
The Walt Disney Company tiene una larga tradición de canciones de querer en sus musicales animados que se remontan a la era del Renacimiento, gracias al trabajo de Alan Menken en la compañía. El término se ha utilizado retroactivamente para describir canciones de querer más antiguas. En una lista de los diez primeros de Disney, The Daily Dot clasificó a " Not in Nottingham " ' Robin Hood como la mejor canción "I Want". El sitio también señaló que estos podrían ser cantados por antagonistas, ubicando " Hellfire " ' El jorobado de Notre Dame en el número 5. FanPop catalogó a " Part of Your World " de La Sirenita como la mejor canción de este tipo. El artículo de WFPL Grandes momentos 'I Want' en musicales enumeró " Belle ", "Somewhere That's Green" de Little Shop of Horrors, "Would't It Be Loverly", "Lonely Room", "Corner of the Sky" de Pippin y "Parte de tu mundo".